# Карл Кристиан Австрийский
Эрцгерцог Карл Кристиан Австрийский (нем. Carl Christian Maria Anna Rudolph Anton Marcus d'Aviano, Erzherzog und Prinz von Österreich, Prinz von Ungarn, Kroatien, und Böhmen; род. 26 августа 1954, Замок Белёй, Белёй, Бельгия) — австрийский и бельгийский аристократ, член бывшего правящего в Австро-Венгрии Габсбург-Лотарингского дома. С рождения носит титулы — эрцгерцог Австрийский, принц Венгерский, Хорватский и Богемский.

## Биография
Родился 26 августа 1954 года в замке Белёй в Бельгии. Третий ребёнок и второй сын эрцгерцога Карла Людвига Австрийского (1918—2007) и его супруги, принцессы Иоланды де Линь (1923—2023). Старший брат — эрцгерцог Рудольф (род. 1950).
В 1983 году эрцгерцог Карл Кристиан вместе со своими детьми был зачислен королем Бодуэном в список бельгийского дворянства с титулом и стилем "Светлейший принц де Габсбург-Лотарингский. Вместе со своим кузеном, эрцгерцогом Лоренцом и старшим братом, эрцгерцогом Рудольфом, Карл Кристиан считается основателями бельгийской ветви императорской семьи Габсбургов.

## Брак и дети
6 февраля 1982 года в Люксембурге эрцгерцог Карл Кристиан Австрийский женился на своей троюродной сестре, принцессе Марии Астрид Люксембургской (род. 17 февраля 1954), старшей дочери Жана, великого герцога Люксембургского (1921—2019), и его супруги, принцессы Жозефины-Шарлотты Бельгийской (1927—2005). Супруги имели пять детей:
- Эрцгерцогиня Мария Кристина Австрийская (род. 31 июля 1983, Брюссель), замужем с 2008 года за графом Рудольфом де Лимбург-Штирум (род. 20 марта 1979)[4] , трое детей:
  - Граф Леопольд (род. 19 апреля 2011)
  - Граф Константин (род. 25 октября 2013)
  - Граф Габриэль (род. июль 2016)
- Эрцгерцог Имре Австрийский (род. 8 декабря 1985, Женева). Женат с 2012 года на Кэтлин Элизабет Уолкер (род. 1986, США)[5][6]. Супруги живут в Люксембурге, где Имре работает в компании «Ernst & Young»[7] . У них пятеро детей:
  - Эрцгерцогиня Мария Стелла (род. 11 ноября 2013)[8]
  - Эрцгерцогиня Магдалена (род. 24 февраль 2016)
  - Эрцгерцогиня Джулиана (род. 14 октября 2018)[9]
  - Эрцгерцогиня Сесилия (род. 15 января 2021)
  - Эрцгерцог Карл (род. 4 июня 2023)
- Эрцгерцог Кристоф Австрийский (род. 2 февраля 1988, Женева), женат с 2012 года на Аделаиде Марии Беатрисе Драп-Фриш (род. 4 сентября 1989)[10] . У пары 2 дочери и сын:
  - Эрцгерцогиня Катарина (род. 22 декабря 2014)[11]
  - Эрцгерцогиня София (род. август 2017)[12]
  - Эрцгерцог Йозеф (род. октябрь 2020)
  - Эрцгерцогиня Флавия (род. 2023)
- Эрцгерцог Александр Австрийский (род. 26 сентября 1990, Мерен). 30 сентября 2023 года Александр женился на Наташе Румянцофф-Пашкевич, старшей от него на три года. Наташа - дочь Николя Пьера Румянцофф-Пашкевича и Марии Меувиссен. Правнучка русского эмигранта Николая Александровича Румянцева-Пашкевича, служившего в Иностранном легионе, получившего множество французских наград и приписавшего себе титул графа.
- Эрцгерцогиня Габриэлла Австрийская (род. 26 марта 1994, Женева), замужем с 2020 года за своим троюродным братом, принцем Анри Бурбон-Пармским (род. 14 октября 1991), внуком Мишеля Бурбон-Пармского [13]. Дочери:
  - Виктория Антония Мари-Астрид Лидия де Бурбон де Парма (род. 30 октября 2017)[13][14]
  - Анастасия (род. 2021)[15]
  - Филиппина (род.2023)

## Титулы и стили
- 26 августа 1954 года — настоящее время: «Его Императорское и Королевское Высочество Эрцгерцог и Принц Карл Кристиан Австрийский, Принц Венгерский, Хорватский и Богемский» (в Австрии законодательно с 1919 года запрещены все императорские и дворянские титулы)
- 1983 год — настоящее время: «Его Светлейшее Высочество Принц Карл Кристиан Габсбург-Лотарингский» (Королевство Бельгия)[16].

## Награды
- Большой Крест Ордена Адольфа Нассау[17][18]
- Памятная Серебряная Юбилейная медаль его Королевского Высочества Великого герцога Жана (12 ноября 1989 года)
- Кавалер Ордена Золотого руна[18].